# Vagenetía
La Vagenetía (grec moderne : Βαγενετία) est une région slave méridionale de l'Épire entre Himara et Margariti. Le nom était utilisé du VIIe siècle au XVe siècle en référence à la « sclavinie » (duché slave) des Vaïounites.

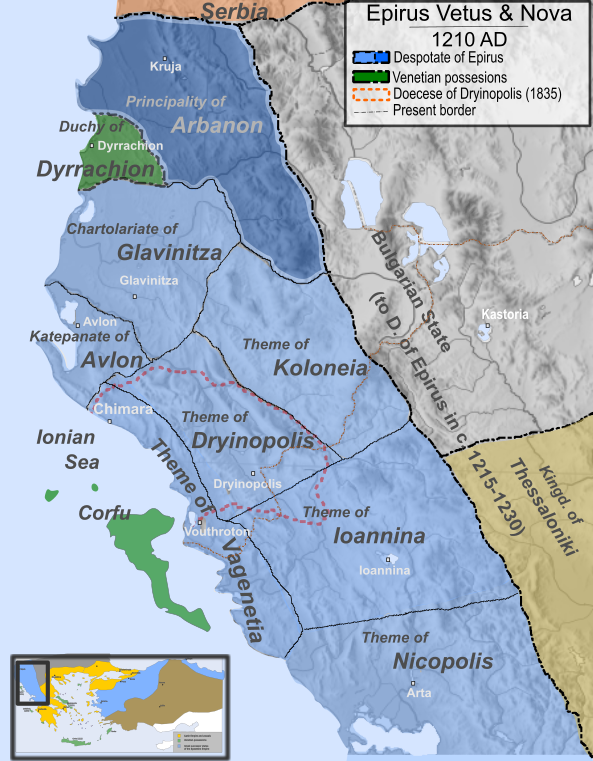
Localisation de la Vagenetía sur la côte de l'Épire en 1210.

Le district a été partagé entre deux provinces byzantines et évêchés à la fin du IXe siècle : celles de Dyrracheion (Durazzo, Durrës) et Nikopolis. À la suite de la chute de Constantinople aux mains des Croisés (1204-1261) et du partage de l'Empire byzantin, la Vaganetie échoit à un État orthodoxe, le despotat d'Épire.
À l'époque ottomane, cette région a acquis le nom de Chamerie, incluant la Thesprotie.